# Alena Furman
Pour les articles homonymes, voir Furman.
Alena Furman, née Krivasheïenka le 8 mai 1991 à Minsk (Biélorussie), est une rameuse biélorusse, championne d'Europe du deux de couple poids léger en 2019.

## Biographie
Elle participe aux Jeux olympiques d'été de 2016 où elle termine 15e du deux de couple poids léger.
Aux Championnats d'Europe, elle remporte la course en skiff poids léger devant la Française Laura Tarantola et l'Italienne Clara Guerra. L'année suivante, elle est médaillée d'or en deux de couple poids léger aux championnats d'Europe avec sa coéquipière Anastasiia Ianina.

## Palmarès

### Championnats du monde
- 2012 à Plovdiv,  Bulgarie
  -  Médaille de bronze en skiff poids légers

### Championnats d'Europe
- 2018 à Glasgow,  Royaume-Uni
  -  Médaille d'or en skiff poids légers
- 2019 à Lucerne,  Suisse
  -  Médaille d'or en deux de couple poids légers
- 2021 à Varèse,  Italie
  -  Médaille d'or en skiff poids légers